# Fred Lawrence Whipple
Fred Lawrence Whipple (Red Oak, Iowa, 5 de novembre 1906 - Cambridge, Massachusetts, 30 d'agost 2004) va ser un astrofísic estatunidenc, que va treballar a l'Observatori de la Universitat de Hardvard durant més de 70 anys. D'entre els seus èxits en podem destacar el descobriment de diversos asteroides i cometes, va mencionar la hipòtesi "bola de neu bruta" sobre cometes, i va dissenyar el camp Whipple.
Whipple va postular que els cometes són objectes gelats escalfats pel Sol quan s'acosten al Sistema Solar interior, fent que el gel de la superfícies es sublimi i que els dolls de material volàtil esclatin cap a l'exterior, creant el coma. Giotto va proporcionar la primera evidència que donava suport a la hipòtesi de la "Bola de neu bruta" per a la construcció de cometes demostrant que aquest model era molt correcte, encara que amb modificacions. L'albedo del Cometa de Halley, per exemple, és d'un 4%, cosa que significa que només reflecteix el 4% de la llum solar que l'incideix; sobre el que es podria esperar del carbó. Així, tot i semblar d'un blanc brillant per als observadors de la Terra, el cometa de Halley és de fet negre total. La temperatura superficial de l'evaporació del "gel brut" oscil·la entre −103 °C a una albedo més alta i −53 °C a una albedo baixa; Vega 1 va trobar que la temperatura de la superfície de Halley estava entre 27 i 127 °C. Això va suggerir que només el 10% de la superfície de Halley estava activa, i que grans porcions estaven recobertes d'una capa de pols fosca que retenia la calor. En conjunt, aquestes observacions van suggerir que Halley es componia principalment de materials no volàtils i, per tant, s'assemblava més a una "bola de neu" que a una "bola de neu bruta".